# Roulette-Systeme
Als Roulette-Systeme bezeichnet man Spiel-Systeme, d. h. Regeln, die dem Spieler vorgeben, welche Gewinnchance er wann mit welchem Einsatz spielen soll, um langfristig mit mathematischer Sicherheit einen Gewinn zu erzielen. Da das Roulette das prominenteste Glücksspiel dieser Art ist, spricht man allgemein von Roulette-Systemen. Die Suche nach einem unfehlbaren Gewinnsystem bei Glücksspielen ist freilich wesentlich älter als das Roulette. Die beiden ältesten Spielsysteme, nämlich das Martingale- und das Parolispiel wurden bereits beim Pharo erfunden und erprobt – mit demselben Misserfolg wie beim Roulette.

## Mathematische Systeme
Die klassischen oder mathematischen Systeme lassen sich in folgende Gruppen einteilen
- Systeme, die stets mit Einsätzen in gleichbleibender Höhe, sogenannter Masse égale, operieren: Diese Systeme schreiben jeweils eine Marche vor, die angibt, welche Chance gespielt werden soll. Betrachtet man unendliche Folgen von Münzwürfen, Folgen von Rouge-Noir bzw. die Folge der getroffenen Nummern beim Roulette (die sogenannten Permanenzen), so findet man darin gewisse Gesetzmäßigkeiten (vgl. Roulette-Gesetze). Diese lassen sich aber nicht für Gewinnstrategien nutzen, da die einzelnen Coups voneinander unabhängig sind, und so sind all diese Systeme wertlos.
- Systeme, die mit variablen Einsätzen operieren, sogenannte Progressionen:
  - Bei den Martingalespielen wird der Einsatz im Verlustfall erhöht, die wichtigsten Beispiele – weil einerseits historisch interessant und andererseits weit verbreitet – sind
    - die Martingale classique,
    - die Montante Américaine,
    - die Montante Hollandaise,
    - die Progression d’Alembert,
    - das Fitzroy-System und
    - das System Montant et démontant

  - Beim Parolispiel wird der Einsatz nach einem Gewinn erhöht.

Darüber hinaus wurden im Laufe der Jahrhunderte viele weitere – allesamt unbrauchbare – Spielsysteme entwickelt. Wie man allgemein mit Hilfe der Martingal-Theorie beweisen kann, ist es unmöglich, eine Spielstrategie anzugeben, die für den Spieler einen positiven Erwartungswert liefert. Damit sind auch alle Progressions-Systeme wertlos.
Vergleich der Spielsysteme
In Bezug auf den Erwartungswert, d. h. den mittleren Gewinn der Spielbank pro riskiertem Euro, unterscheiden sich die Systeme nur insofern, als
- bei Systemen für die einfachen Chancen der Erwartungswert für die Spielbank 1,35 % beträgt und
- bei Systemen für mehrfachen Chancen für die Spielbank 2,7 % (in den USA 5,26 % weil es dort neben Zéro auch Double-Zéro (Doppelnull) gibt)

aufgrund der unterschiedlichen Behandlung einfacher und mehrfacher Chancen beim Auftreten des Zéro.
Vergleicht man die Systeme, die die Einsätze im Verlustfall erhöhen (also die verschiedenen Martingalen) mit dem Masse égale-Spiel, so erhöht zwar der Spieler die Wahrscheinlichkeit, eine gewisse vorgegebene Spielstrecke (z. B. 1000 Coups) mit einem positiven Saldo abzuschließen, gleichzeitig steigt aber auch das Risiko eines Totalverlustes des zur Verfügung stehenden Spielkapitals.
Bei den verschiedenen Formen des Parolispiels ist es hingegen umgekehrt. Insofern unterscheiden sich die verschiedenen Systeme sehr wohl, auf lange Sicht ist jedoch nur der Erwartungswert von Bedeutung, und der ist – abgesehen von den obigen Besonderheiten – bei allen Systemen gleich.
Der Erwartungswert, d. h. der Vorteil der Bank macht sich mit zunehmender Spieldauer immer deutlicher bemerkbar. Die beste Strategie, sein Spielkapital beim Roulette zu verdoppeln, ist daher die Bold strategy, das kühne Spiel: dabei setzt man das gesamte Kapital, das man zu riskieren beabsichtigt, auf einmal auf eine der einfachen Chancen.

## Physikalische Systeme
Während die klassischen Systeme die Natur des Zufallsmechanismus außer Acht lassen – die Systeme für die einfachen Chancen lassen sich ja ebenso gut beim Trente et quarante spielen – so versuchen die folgenden Spielweisen die physikalischen Unvollkommenheiten des Zufallsmechanismus gewinnbringend auszunutzen: So führte im Jahr 1873 Joseph Jagger in der Spielbank Monte-Carlo eine private Untersuchung durch, ob sich die Roulettespiele erwartungstreu verhielten oder statistisch signifikante Abweichungen durch mangelnde Eichung aufwiesen. Zu diesem Zweck heuerte er sechs Personen an, die jeweils an einem Roulettespiel alle Ergebnisse eines Tages aufschrieben. Während er bei fünf Spielen keine Abweichungen fand, konnte er beim sechsten Roulettespiel neun Zahlen ermitteln, die häufiger als statistisch zu erwarten fielen. Mit diesem Wissen gewann Jagger bis zu 450.000 US-Dollar. Trotz Gegenmaßnahmen des Kasinos, durch die Jagger eine Verluststrähne erlitt, verblieben ihm zuletzt 325.000 US-Dollar Gewinn.

### Kesselfehler und Favoritensuche
Kein realer Roulette-Kessel hat eine perfekte Form. Durch kleine Imperfektionen im Herstellungsprozess und abnutzungsbedingte Unregelmäßigkeiten sind die 37 Nummern nicht genau gleich wahrscheinlich – einige Zahlen werden mit höherer Wahrscheinlichkeit getroffen als andere. Es gilt nun, diese Favoriten zu erkennen und dann auf diese zu setzen. Allerdings übertreffen die rein zufallsbedingten Abweichungen, die auch beim Spiel mit einem idealen Kessel auftreten würden, die möglichen technisch bedingten Abweichungen bei Weitem, sodass die Nummern mit höherer technischer Wahrscheinlichkeit auch längerfristig keineswegs häufiger getroffen zu werden brauchen. Viele Spielkasinos vertauschen auch täglich die Roulettezylinder zwischen den Tischen, um die Suche nach Kesselfehlern zu erschweren.
Für die Spieler wären solche Kesselfehler ohnehin erst dann langfristig gewinnbringend, wenn eine bestimmte, dem Spieler bekannte Zahl mit einer größeren Wahrscheinlichkeit als 1⁄36 anstelle der korrekten Wahrscheinlichkeit 1⁄37 auftritt, oder allgemein wenn bestimmte Sektoren des Kessels mit einer so viel höheren Wahrscheinlichkeit getroffen werden, dass der systematische Nachteil des Spielers von 2,7 % überkompensiert werden kann. Dermaßen grobe Fabrikationsfehler können aber ausgeschlossen werden, zumal die Kessel vor ihrem Einsatz genau geprüft werden. Außerdem überwachen auch die Spielbanken die Permanenzen aller Kessel, um Abnützungen oder Manipulationen entdecken zu können. Sollte ein Kessel Auffälligkeiten entwickeln, wird das Kasino dies feststellen, bevor sie von den Spielern ausgenutzt werden könnten.
In den 1960er Jahren gewann Dr. Richard Jarecki, Augenarzt aus Heidelberg, mit dieser Methode über längere Zeit große Summen, ca. 1,25 Millionen US-Dollar. Die „Glückssträhne“ endete, als alle Kasinos ihre Kessel ausgetauscht hatten.

### Kesselgucken
Aus den exakten Geschwindigkeiten der Kugel und des Drehkreuzes, sowie den exakten Anfangspositionen derselben lässt sich theoretisch genau berechnen, in welches Fach die Kugel fallen wird, bzw. der Sektor des Roulettezylinders erraten, in den die Kugel wahrscheinlich fallen wird. So wie kein Fußball- oder Tennis-Spieler die Bahn des Balles tatsächlich im mathematischen Sinne berechnet, aber ein sehr gutes Gefühl für den Weg des Balles entwickelt, so gibt es auch Roulette-Spieler, die ähnliche Fähigkeiten entwickeln und nutzen wollen. Je später ein Spieler setzt, desto eher kann er den Sektor erraten und dann rasch vor dem Rien ne va plus auf diese Zahlen setzen.
Das Erraten des Kesselsektors wird freilich dadurch erschwert, dass die Kugel, sobald sie sich der Mitte nähert, durch rautenförmige Hindernisse (Obstacles) in ihrem Lauf gestört wird. Darüber hinaus steht der Spielbank eine sehr simple Gegenmaßnahme zur Verfügung: Scheint sich ein Spieler auf diese Weise einen Vorteil zu verschaffen, so werden künftige Coups entsprechend früh abgesagt, d. h. das Rien ne va plus folgt unmittelbar nach dem Werfen der Kugel, und spätere Einsätze werden nicht akzeptiert.

### Wurfweitenspiel
Der Wurfweitenspieler unterstellt, dass jeder Croupier seine individuelle und gleichförmige Wurftechnik besitzt, sodass – abhängig von der Dreh- bzw. Wurfrichtung – zwischen dem Abwurfort der Kugel relativ zum Drehkreuz und dem Fach, in dem die Kugel zu liegen kommt, stets ungefähr dieselbe Anzahl von Feldern liegt. Der Spieler setzt daher nach dem Wurf der Kugel rasch auf die derart bestimmte Zahl und deren Nachbarn.
Im Unterschied zu den mathematischen Systemen lässt sich selbstverständlich für die physikalischen Systeme kein Beweis für deren Untauglichkeit erbringen. Das bedeutet allerdings nicht, dass mithilfe dieser Systeme tatsächlich langfristig Gewinne erzielt werden können (vgl. etwa die Ausführungen zum Thema Kesselfehler und Favoritensuche).